# Thomas Nikitin
Thomas Patrick Lech Nikitin, född 15 november 1982 i Kista, är en svensk  friidrottare (kortdistanslöpning).
Nikitin tävlar främst i sprint på 200 meter, 400 meter och stafett, och representerar klubben Spårvägens FK. Nikitin var med i det svenska stafettlaget som hade nationsrekordet på 4 x 400 meter inomhus mellan 2003 och 2006. Hans främsta merit är segern på herrarnas 400 meter häck vid Finnkampen i friidrott 2007. Han blev även tvåa på 400 meter vid samma tävling.
Nikitin var svensk mästare utomhus på 400 meter 2007 och 2008 samt 400 meter häck 2008, 2009 och 2010. Dessutom vann han SM-guld i stafett 4x100 meter 2006 och 4x400 meter 2011. Inomhus vann han SM på 400 meter åren 2004, 2005 och 2007 samt deltog i segrande stafettlaget (4x200 meter) år 2011.

## Karriär
Thomas Nikitin vann sin första seniormedalj i svenska mästerskapen sommaren 2001, brons på 400 meter.
Vid U23-EM i Bydgoszcz, Polen 2003 deltog Nikitin på 400 meter slätt, men slogs ut i försöken med 47,47. Vid VM 2005 i Helsingfors i augusti var han med i det svenska långa stafettlaget som blev utslaget i försöken på 4x400 meter med tiden 3:03,62 (de andra var Jimisola Laursen, Johan Wissman och Johan Wissman). Han deltog även vid EM i Göteborg 2006 men slogs ut i försöken på 400 meter.
Han belönades år 2009 med Stora grabbars och tjejers märke nummer 502.

## Personliga rekord
| Utomhus - 100 meter – 10,97 (Ústí nad Labem, Tjeckien 17 juli 2008) - 100 meter – 10,91 (Stockholm 6 augusti 2010) - 200 meter – 21,39 (Västerås 28 juli 2002) - 200 meter – 21,36 (Huddinge 9 augusti 2009) - 300 meter – 33,64 (Göteborg 2 september 2003) - 300 meter – 33,87 (L'Alfas del Pi, Spanien 19 april 2003) - 400 meter – 46,14 (Eskilstuna 11 augusti 2007) - 400 meter häck – 50,91 (Västerås 2 augusti 2008) - 400 meter häck – 51,42 (Malmö 3 augusti 2009) | Inomhus - 200 meter – 21,81 (Malmö 26 januari 2003) - 400 meter – 47,45 (Stockholm 18 februari 2003) |

### Fotnoter
1. 1 2 3 4 5 6  Wiger 2006, s. 45.
2. ↑  ”Stora SM 2006, dag 2”. turebergfriidrott.se. Arkiverad från originalet den 10 juni 2015. https://web.archive.org/web/20150610133650/http://turebergfriidrott.se/statistik/SM2006/2006_reslord.htm. Läst 19 april 2013.
3. ↑  ”Stora SM 2007”. trackandfield.se. Arkiverad från originalet den 4 maj 2013. https://archive.is/20130504152109/http://www.proteamonline.se/storage/customers/978/editor/resultat%20sm%20i%20friidrott%202007.html. Läst 19 april 2013.
4. ↑  ”Stora SM 2008, dag 3”. trackandfield.se. Arkiverad från originalet den 24 augusti 2010. https://web.archive.org/web/20100824041425/http://www.trackandfield.se/Resultat/2008/080803.htm. Läst 20 maj 2013.
5. ↑  ”Stora SM 2008, dag 2”. trackandfield.se. http://www.trackandfield.se/Resultat/2008/080802.htm. Läst 20 maj 2013.
6. ↑  ”Stora SM 2009”. archive.org. Arkiverad från originalet den 13 december 2009. https://web.archive.org/web/20091213202749/http://88.131.109.176/folksam/sm09/resultat.php. Läst 23 april 2013.
7. ↑  ”Stora SM 2010, dag 3”. trackandfield.se. Arkiverad från originalet den 29 september 2013. https://web.archive.org/web/20130928222318/http://www.trackandfield.se/resultat/2010/100821.htm. Läst 2 september 2013.
8. 1 2 3  Wiger 2006, s. 154.
9. 1 2  ”Stafett-SM 2006”. idrottonline.se. Arkiverad från originalet den 10 juni 2015. https://web.archive.org/web/20150610132850/http://www2.idrottonline.se/ImageVaultFiles/id_35895/cf_359/2006StafettSM.pdf. Läst 19 april 2013.
10. 1 2  ”Stafett-SM 2011” (pdf). Arkiverad från originalet den 6 april 2015. https://web.archive.org/web/20150406214723/http://www.proteamonline.se/storage/customers/2202/editor/resultat_2011/Stafett_SM_2011_Res.pdf. Läst 22 maj 2013.
11. 1 2  Wiger 2006, s. 160.
12. ↑  ”Stora inne-SM 2002, resultat” (htm). Arkiverad från originalet den 13 december 2002. https://web.archive.org/web/20021213092936/http://m1.406.telia.com/~u40606160/ResultatISM.htm. Läst 14 april 2015.
13. ↑  ”Stora inne-SM 2003, resultat” (html). friidrott.stockholm.se. http://www.friidrott.stockholm.se/ism/resultat/p_resultat.html. Läst 14 april 2015.
14. ↑  ”Stora inne-SM 2004, resultat” (htm). idrottonline.se. Arkiverad från originalet den 23 november 2015. https://web.archive.org/web/20151123030953/http://iof2.idrottonline.se/ImageVaultFiles/id_16756/cf_78/040222ism.HTM. Läst 21 april 2015.
15. ↑  ”Stora inne-SM 2005, resultat” (pdf). mai.se. Arkiverad från originalet den 21 februari 2006. https://web.archive.org/web/20060221095925/http://www.mai.se/resultat/resultatlista-ism.2005.pdf. Läst 12 april 2015.
16. 1 2  ”Stora inne-SM 2007, resultat” (htm). idrottonline.se. Arkiverad från originalet den 11 april 2015. https://web.archive.org/web/20150411214031/http://iof2.idrottonline.se/ImageVaultFiles/id_16670/cf_78/070225ism.HTM. Läst 12 april 2015.
17. ↑  ”Stora inne-SM 2008, resultat” (pdf). mai.se. Arkiverad från originalet den 14 april 2015. https://web.archive.org/web/20150414002300/http://www.mai.se/resultat/resultat_inne-sm_2008.pdf. Läst 11 april 2015.
18. ↑  ”Stora inne-SM 2011 dag 2, resultat”. trackandfield.se. http://www.trackandfield.se/resultat/2011/110227.htm. Läst 19 juli 2012.
19. ↑  Sveriges befolkning
1990:
Nikitin, Thomas Patrick Lech
20. ↑  ”European Athletics U23 Championships - Bydgoszcz 2003” (på engelska). european-athletics.org. http://www.european-athletics.org/competitions/european-athletics-u23-championships/history/year=2003/results/index.html. Läst 22 oktober 2017.
21. ↑  ”4X400 Metres Relay Men - 10th IAAF World Championships In Athletics Helsinki (Olympic Stadium), Finland 06 Aug 2005 - 14 Aug 2005” (på engelska). iaaf.org. https://www.iaaf.org/competitions/iaaf-world-championships/10th-iaaf-world-championships-in-athletics-3365/results/men/4x400-metres-relay/heats/result. Läst 13 januari 2017.
22. ↑  ”European Athletics Championships - Göteborg 2006” (på engelska). european-athletics.org. http://www.european-athletics.org/competitions/european-athletics-championships/history/year=2006/results/index.html. Läst 18 april 2017.
23. ↑  ”Stora grabbars märke”. friidrott.se. Arkiverad från originalet den 31 mars 2016. https://web.archive.org/web/20160331202525/http://www.friidrott.se/historik/storagrabbar.aspx. Läst 9 juni 2016.
24. ↑  ”Stora Grabbar personpresentation”. storagrabbar.se. http://www.storagrabbar.se/grabbar_11.html. Läst 9 juni 2016.
25. 1 2 3 4 5 6  ”Personsida på European Athletics' webbplats”. european-athletics.org. http://www.european-athletics.org/athletes/group=n/athlete=142601-nikitin-thomas/index.html. Läst 9 juni 2016.
26. 1 2 3 4 5 6 7  ”Personsida på AllAthletics”. all-athletics.com. Arkiverad från originalet den 8 augusti 2016. https://web.archive.org/web/20160808124721/http://www.all-athletics.com/en-us/athlete/74289. Läst 9 juni 2016.
27. 1 2 3 4 5  ”Personsida hos IAAF”. iaaf.org. http://www.iaaf.org/athletes/sweden/thomas-nikitin-193558. Läst 9 juni 2016.